# Omar Chaparro
Omar Rafael Chaparro Alvídrez (Chihuahua, Mèxic, 26 de novembre de 1974) és un humorista, actor, cantant, compositor, productor, conferenciant i presentador de ràdio i televisió mexicà.
És conegut per crear i interpretar als seus personatges humorístics en els seus programes de ràdio i televisió on també és presentador, per actuar en diverses pel·lícules mexico-americanes i pel seu doble rol protagonista en la pel·lícula musical de Netflix, en homenatge a Pedro Infante, Como caído del cielo. A més de ser reconegut com la veu en latino del panda Po, a la pel·lícula Kung Fu Panda.
També es va consolidar com a cantant i ha gravat dos discos, entre ells, està el seu destacat disc titulat Me enamoré de ti, que va incloure els seus tres èxits "Sigues tan hermosa", "Me enamoré de ti" i "Aferrado".

## Carrera
Va néixer el 26 de novembre de 1974 a Chihuahua, Mèxic, i abans de començar la seva carrera artística, Omar va ser campió nacional de karate, va estudiar Administració d'Empreses en la Universitat Autònoma de Chihuahua i va tenir diverses ocupacions, des de repartidor de pizzes, cambrer i barman.
El 1996, va començar la seva carrera a la fama en el seu natal Chihuahua en el programa de ràdio Los Visitantes de l'estació D95 al costat del seu amic Federico "Perico" Padilla, on va crear molts dels seus famosos personatges com La Licenciada Pamela Juanjo Lee Jones, Chole Ramos, Yahairo, El Ranchero Chilo i La Yuyis Montenegro, entre d'altres. A causa de l'èxit d'aquest programa de ràdio, va ser convidat a fer un programa en el canal de televisió local de Chihuahua, programa de televisió que es diu Los Visitors.
Amb l'èxit aconseguit en el seu natal Chihuahua, Chaparro va viatjar a la Ciutat de Mèxic a la recerca de millors oportunitats i audicionó per a molts programes i cadenes de televisió, però és a partir de Telehit (per a televisió per cable) que va rebre la seva primera oportunitat i en 2001 va començar la sèrie de televisió Black & White que inicialment va conduir amb Arturo Macías, al poc temps de la sortida d'aquest últim del programa, Omar passava a persones del públic al fet que estiguessin amb ell en el programa i ocasionalment acudien "Perico" i Rafael "Rafita" Balderrama, sent aquests dos últims els que es van quedar amb ell en la conducció del programa i també es van donar a conèixer nacionalment els personatges de Chaparro anteriorment esmentats, la qual cosa va augmentar encara millor la qualitat de la producció i amb això l'audiència.
A causa del seu talent per a fer diferents veus i personatges, Omar va ser convidat a participar en diverses comèdies de televisió com XHDRBZ (a l'esquetx "Medicazos de la vida real"), La Hora Pico i La Jaula. Al desembre de 2002, Chaparro es va unir al programa matutí de ràdio Ya Párate, amb Facundo Gómez, Mario "La Garra" Cuevas i Tamara Vargas, on va romandre fins a març de 2018. Al setembre de 2003, Omar es va unir a la segona temporada del reality show Big Brother VIP, on va romandre 64 dies. Obtenint el 64% dels vots, es va convertir en el primer home a guanyar un reality a Mèxic.
El seu gran èxit per part del públic que va tenir en Black & White al costat dels seus amics "Perico" i "Rafita", va portar a Televisa a proposar-los un nou projecte en l'horari estel·lar de Canal 5 per a televisió oberta. És així com Televisa crea per a ells el programa de televisió No Manches estrenat al març de 2004 amb Omar en la conducció principal. Un programa familiar, amb acudits, personatges i convidats musicals, sketches i amb convidats internacionals com Robbie Williams, Shakira, Hanson i Thalía, entre molts altres.
El juliol d'aquest any, Omar va viatjar a Grècia per a cobrir els Jocs Olímpics, amb l'equip de Televisa Deportes, fent comèdia. En aquest any va fer el seu debut al cinema en la pel·lícula Puños Rosas en el paper de Chuy i també va fer la veu per al personatge Síndrome en el doblatge en castellà de la pel·lícula Los Increíbles.
El 2005 va debutar al teatre amb l'obra La cena de los idiotas, on hi va actuar amb José Elías Moreno i Luis Gatica, entre d'altres, obtenint nombrosos premis com el millor nou actor. El juliol d'aquest mateix any va obtenir el segon lloc en el concurs del programa Otro rollo, "Festival Original Cantado y Único", i mesos després, va guanyar el primer lloc en l'edició especial del reality show de ball Bailando por un sueño, Bailando por México, obtenint de nou la majoria absoluta amb el 50% de la vots. Després, també va debutar com a empresari, llançant la seva pròpia línia de roba, sota el nom de Bros Club, que està disponible exclusivament a Sears Mèxic i mesos després, al desembre, Chaparro va obrir el seu restaurant-bar que porta aquest mateix nom en el seu natal Chihuahua.
Al gener de 2006, es va unir al reality xou de cant Cantando por un sueño, aconseguint el cinquè lloc i més tard, al costat del seu amic, el també comediant Adrián Uribe (amb qui realitzarien més tard junts una gira d'humor pels Estats Units i Mèxic entre 2016 i 2018) van conduir el programa de concursos ¡Buenas Tardes!. En aquest mateix any, Omar també va ser convidat a participar en alguns episodis de la telenovel·la La fea más bella i després, va viatjar de nou amb l'equip de Televisa Deportes a la Copa Mundial 2006 a Alemanya, per a fer seccions de comèdia i per primera vegada fent dueto amb el també comediant Eugenio Derbez, amb qui igualment va treballar en les transmissions dels Jocs Olímpics de Pequín 2008 i la Copa Mundial de Sud-àfrica 2010.
Tres mesos després, Omar va debutar com showman, l'alliberament del seu propi programa escrit per ell mateix, prenent el seu espectacle a moltes ciutats de Mèxic i els Estats Units,, Omar Chaparro, un Show de Altura, un espectacle familiar en el qual introdueix els seus famosos personatges, bromes i música, a més de fer el doblatge a l'espanyol de l'àvia en la pel·lícula Hoodwinked (Buza Caperuza, en castellà).
El febrer de 2007, Omar s'inclou al llibre Televisa Presenta per a celebrar el seu 50° aniversari. El 15 de maig d'aquest any, va debutar com a actor en la televisió, en la sèrie de televisió Sexo y Otros Secretos, la versió mexicana de la sèrie estatunidenca Sex and the City i dos mesos més tard, Omar va aparèixer a l'edició d'estiu Piel de Estrellas, de la revista TV y Novelas México.
Al juny de 2008, va saltar al món del doblatge realitzant la veu del personatge del panda Po en la pel·lícula Kung Fu Panda. Tres mesos després, Omar va ser contractat per Telefutura (avui UniMás), l'estació germana de Univisión, per a reemplaçar a Marco Antonio Regil en la conducció del programa de concursos ¿Qué dice la gente?.
El 4 de setembre de 2010, Omar condueix la primera edició dels Kids Choice Awards Mèxic del canal Nickelodeon, al costat de la cantant Anahí i al mes següent, va ser conductor i comediant del programa miscel·lani d'entretención, música i humor Sabadazo, programa que va romandre sis anys a l'aire i on va compartir conducció amb l'actriu argentina Cecilia Galliano i la periodista d'espectacles Laura G. En el 2011, Omar torna a realitzar el doblatge del panda Po en la pel·lícula Kung Fu Panda 2, on va plorar en gravar l'escena final d'aquesta pel·lícula.
En 2012, torna al cinema realitzant i protagonitzant la pel·lícula còmica i d'acció Suave Patria, al costat del seu amic Adrián Uribe i al recordat primer actor Héctor Suárez, aquesta pel·lícula va ser dirigida per Francisco "Panda" Padilla i produïda pel propi Chaparro. A això, se sumen les seves participacions en altres pel·lícules tant mexicanes com estatunidenques i estrangeres on va compartir rols amb Jaime Camil, Martha Higareda, Mauricio Ochmann, Marimar Vega i el propi Eugenio Derbez.
Aquest mateix any, va actuar en l'obra teatral Spamalot amb Los Mascabrothers i més tard, llança el seu primer àlbum com a cantant titulat El gori gori, el qual va fer a manera d'homenatge als grans de la cultura musical i humorística mexicana, entre ells, està el recordat cantant i actor Pedro Infante, una de les seves inspiracions. L'any següent llança l'únic senzill Me querrás cuando me marche, a més de compartir conducció amb la cantant i actriu Lucero i la model Blanca Soto en l'edició 2013 dels Premis Grammy Llatins.
Dos anys després, Omar va llançar el seu segon disc i de tall seriós Me enamoré de ti, on inclouen 14 cançons, dues cançons escrites i compostes per Espinoza Paz, dues covers i a més, el mateix Omar és coautor de quatre cançons. Allí es desprenen els seus senzills molt coneguts com "Sigues tan hermosa" (cançó dedicada a la seva esposa Lucy pel seu aniversari de matrimoni) i la cançó del mateix nom de l'àlbum. Més tard, va llançar el seu nou senzill promocional "Aferrado" i també ha gravat duets amb altres artistes.
En 2015, va participar com la veu de Patín Patán en la tercera pel·lícula de Huevocartoon, Un gallo con muchos huevos, perquè l'any següent tornés a realitzar el doblatge del panda Po en Kung Fu Panda 3. Mesos després, abandonaria Televisa per a concentrar en la seva carrera actoral al cinema.
En 2017, fa la veu de Condorito, en la versió llatinoamericana de la pel·lícula animada xilena homònima, ja que a Xile ho fa l'actor de doblatge xilè Rodrigo Saavedra. A més d'actuar en noves pel·lícules, Omar va aclarir en un mitjà que estaria pensant a protagonitzar i produir una pel·lícula de comèdia musical inspirada en Pedro Infante, aquesta producció es cridaria Como caído del cielo i seria produïda per Netflix. A més va conduir les dues versions dels Premis de la Ràdio.
En 2019, Omar va tornar a la conducció de televisió, primer va animar la versió mexicana del reality show còmic de cuina, ¡Nailed it! México, de Netflix, estrenat en febrer i segon, el reality musical ¿Quién es la máscara? en el seu retorn a Televisa després de tres anys, aquest programa és la versió mexicana dels programes The Masked Singer i King of Mask Singer.
En 2020, Omar va ser el presentador de l'edició 2020 de la VII edició dels Premis Platino. Actualment, és conductor del seu late show Tu-Night, transmès pel canal mexicoamericano Estrella TV; a més d'actuar en pel·lícules noves.
A part de ser humorista, cantant, actor i conductor de ràdio i televisió, Omar és conferencista; i ha fet conferències de motivació, satisfacció i superació personal per tot el país i pels Estats Units (des de fins del 2018), sota el nom de RetOmar, el camino a la felicidad.

## Vida personal
És el fill varó d'una família de Chihuahua, té dues germanes.
El 25 d'agost de 2001, va contreure matrimoni amb la seva parella Lucía Ruíz de la Penya, amb qui té tres fills. Ells tenen un lloc web dedicat a la família anomenat Familia al 100.
Resideixen en la Ciutat de Mèxic, després d'haver viscut durant alguns anys a Los Angeles, Califòrnia, als Estats Units; tanmateix viatja sovint cap allà per gravar els capítols del seu programa late show Tu-Night.

## Discografia

### Àlbumes d'estudi
- 2012: El gori gori
- 2014: Me Enamoré de Ti[15]

### Senzills
Com a cantant solista
- Me querrás cuando me marche
- Que manera de perder (Amor a primera visa)
- Sigues tan hermosa
- Me enamoré de ti
- Aferrado
- ¿De qué me sirve el cielo? (Como caído del cielo)
- Las locuras mías

Com a artista invitat
- El amor hace milagros (pel Teletón 2006) (amb Lucero i altres)
- Sólo dos (amb Los Impostores de Durango)
- Sin miedo a nada (amb Alma Cero)
- Así somos (amb Marco Flores i la Jerez)
- Chavo ruco (Imparables) (amb Adrián Uribe)
- Aferrado (Nova versió) (amb Merenglass)
- Hoy más que nunca (amb Espinoza Paz i altres)
- ¿De qué me sirve el cielo? (Nova versió) (amb Diego Verdaguer)

### Soundtracks
- 2003: Big Brother VIP 2003
- 2005: Ya Párate
- 2006: Cantando por un Sueño CD + DVD
- 2013: Amor a primera visa
- 2016: Compadres
- 2017: Stuck
- 2018: La boda de Valentina
- 2019: Como caído del cielo

### Vídeos musicals
- Maldita suerte i Nuevo amor, de Banda Pequeños Musical
- Besos de amor, de Flex i Ricky Rick
- Porque tú me lo pides, de José Manuel Figueroa
- Por recuperarte, de Los Rojos

## Filmografia

### Cinema
| Any  | Pel·lícula                    | Paper                                 | Nota                      |
| ---- | ----------------------------- | ------------------------------------- | ------------------------- |
| 2004 | Puños Rosas                   | Chuy                                  | Debut en cinema           |
| 2004 | Los Increíbles                | Síndrome/Buddy Pine                   | Doblatge                  |
| 2006 | Hoodwinked!                   | Abuelita                              | Doblatge                  |
| 2008 | Aire                          |                                       | Curtmetratge              |
| 2008 | Kung Fu Panda                 | Po, el panda                          | Doblatge                  |
| 2011 | Kung Fu Panda 2               | Po, el panda                          | Doblatge                  |
| 2012 | Right of love                 | Henry                                 | Debut en cinema anglosaxó |
| 2012 | Suave Patria                  | Óscar Alvídrez                        |                           |
| 2013 | Amor a primera visa           | Carlos Nicanor "Canicas" Castro       |                           |
| 2015 | Super rápidos y mega furiosos | Juan Carlos de la Sol                 |                           |
| 2015 | Un gallo con muchos huevos    | Patín Patán                           | Doblatge                  |
| 2016 | Kung Fu Panda 3               | Po, el panda                          | Doblatge                  |
| 2016 | Guerrero Azteca               | Comandant Honey Badger                |                           |
| 2016 | Compadres                     | Diego Garza                           |                           |
| 2016 | No manches Frida              | Ezequiel "Zequi" Alcántara            |                           |
| 2017 | Stuck                         | Ramón                                 |                           |
| 2017 | How to Be a Latin Lover       | Mesero                                | Petit paper               |
| 2017 | Condorito: la película        | Condorito                             | Doblatge                  |
| 2018 | La Boda de Valentina          | Ángel                                 |                           |
| 2018 | Marcianos vs. mexicanos       | Rey Marciano                          | Doblatge                  |
| 2018 | Overboard                     | Burro                                 |                           |
| 2018 | Superagente canino            | Gabriel                               |                           |
| 2019 | No manches Frida 2            | Ezequiel "Zequi" Alcántara            |                           |
| 2019 | Pokémon: Detective Pikachu    | Sebastián                             |                           |
| 2019 | Tod@s caen                    | Adán Casanova                         |                           |
| 2019 | Los Rodríguez y el más allá   | Agente JJ                             | Debut en el cine español  |
| 2019 | Como caído del cielo          | Pedro Guadalupe Ramos / Pedro Infante |                           |
| 2021 | Luca                          | Tío Ugo                               | Doblatge                  |
| 2022 | ¿Y cómo es él?                | Jero                                  |                           |

### Televisió
| Any          | Programa              | Notes                                        |
| ------------ | --------------------- | -------------------------------------------- |
| 1998-2000    | Los Visitors          | Conductor/Comediant                          |
| 2001-2003    | Black & White         | Comediant/Conductor (des de mitjans de 2001) |
| 2004-2006    | No Manches            | Conductor/Comediant                          |
| 2006         | Buenas Tardes         | Conductor/Comediant                          |
| 2008         | ¿Qué Dice la Gente?   | Conductor                                    |
| 2009-2010    | Los diez primeros     | Conductor/Comediant                          |
| 2010-2016    | Sabadazo              | Conductor/Comediant                          |
| 2019-2020    | ¡Nailed It! México    | Conductor                                    |
| 2019-2020    | ¿Quién es la máscara? | Conductor                                    |
| 2020-present | Tu-Night              | Conductor                                    |

### Ràdio
| Any       | Programa       | Notes     |
| --------- | -------------- | --------- |
| 1994-1999 | Los Visitantes | Conductor |
| 2002-2018 | Ya Párate      | Conductor |

### Realities
| Any  | Reality                                                        | Lloc                          |
| ---- | -------------------------------------------------------------- | ----------------------------- |
| 2003 | Big Brother VIP 2                                              | Guanyador                     |
| 2005 | Festival Original, Cantado y Único (Secció d' Otro rollo)      | Segon lloc                    |
| 2005 | Bailando por México (Edició especial de Bailando por un sueño) | Primer lloc                   |
| 2005 | Bailando por el Teletón                                        | Segon lloc                    |
| 2005 | Guerra de Villancicos                                          | Segon lloc                    |
| 2006 | Cantando por un sueño                                          | Cinquè lloc                   |
| 2009 | Hazme reír y serás millonario                                  | Primer lloc (Copa Chespirito) |

### Aparicions en televisió
| Any  | Telenovel3la/Sèrie/Programa                                           |
| ---- | --------------------------------------------------------------------- |
| 2002 | Salón 21 Concierto OV7                                                |
| 2003 | XHDRBZ                                                                |
| 2003 | La Hora Pico                                                          |
| 2003 | La Jaula                                                              |
| 2003 | No te hagas wey con el Teletón                                        |
| 2004 | Juegos Olímpicos de Verano de Atenas                                  |
| 2004 | Premios Oye                                                           |
| 2004 | Rebelde                                                               |
| 2004 | No te Hagas wey con el Teletón                                        |
| 2004 | Teletón                                                               |
| 2005 | Celebremos México                                                     |
| 2006 | La fea más bella                                                      |
| 2006 | La Jalada del Mundial (Copa Mundial Alemanya 2006)                    |
| 2006 | Plaza Sésamo                                                          |
| 2006 | El Juicio del Teletón                                                 |
| 2006 | Teletón 2006                                                          |
| 2006 | Una bella Navidad para la fea (Especial nadalenc de La fea más bella) |
| 2007 | Sexos y otros secretos                                                |
| 2007 | Premios TVyNovelas 2007                                               |
| 2008 | Panda jadas olímpicas (Jocs olímpics Bejjing 2008)                    |
| 2010 | Las manadas de Derbez y Chaparro (Copa Mundial Sud-àfrica 2010)       |
| 2010 | Kids Choice Awards México 2010                                        |
| 2013 | Premis Grammy Llatins 2013                                            |
| 2014 | Teletón 2014                                                          |
| 2015 | Sábado gigante                                                        |
| 2016 | Premis TVyNovelas 2016                                                |
| 2016 | Fiesta Mexicana 2016                                                  |
| 2017 | Premis TVyNovelas 2017                                                |
| 2017 | Premios de la Radio 2017                                              |
| 2018 | Premios de la Radio 2018                                              |
| 2019 | VII edició dels Premis Platino                                        |
| 2020 | VIII edició dels Premis Platino                                       |

### Teatre
| Any  | Obra                   | Paper                   |
| ---- | ---------------------- | ----------------------- |
| 2005 | La cena de los idiotas | Agustín Morán, "Idiota" |
| 2012 | Spamalot               | Sir Robin               |

### Gires d'humor
- Omar Chaparro, un show de altura (2005-2015)
- Imparables (amb Adrián Uribe) (2016-2018)

## Premis i nominacions
| Any  | Premiación                                              | Categoria                     | Treball                        | Resultat  |
| ---- | ------------------------------------------------------- | ----------------------------- | ------------------------------ | --------- |
| 2006 | Premi Nacional de Locució                               | Trajectòria com a conductor   | Ell mateix                     | Guanyador |
| 2009 | Premis Tomate y Novelas (Hazme reír y serás millonario) | Millor Protagonista Masculí   | Telenovel·la "Corazón partío"  | Guanyador |
| 2011 | Kids Choice Awards México                               | Conductor Favorit             | Sabadazo                       | Nominat   |
| 2012 | Kids Choice Awards México                               | Actor de Doblatge Favorit     | Po, el Panda a Kung Fu Panda 2 | Guanyador |
| 2019 | Premis Canacine                                         | Actor favorit del públic      | No manches Frida 2             | Guanyador |
| 2020 | Premis Produ                                            | Millor Conductor de Televisió | ¿Quién es la máscara?          | Guanyador |